# Arrondissement d'Avranches
L'arrondissement d'Avranches est une division administrative française, située dans le département de la Manche et la Normandie.

## Historique
Lors de la suppression de l'arrondissement de Mortain en 1926, tous ses cantons ont été transférés à celui d'Avranches. C'est aussi en 1926 que le canton de Villedieu-les-Poêles fut intégré à de l'arrondissement de Saint-Lô et le Canton de La Haye-Pesnel à l'arrondissement de Coutances. Le canton de La Haye-Pesnel a été réintégré à l'arrondissement d'Avranches dans les années 1950.
Le 1er janvier 2017, à la suite de la réforme des collectivités territoriales, les périmètres des arrondissements de la Manche sont modifiés par arrêté du 13 décembre 2016. L'arrondissement d'Avranches accroit son territoire des communes d'Anctoville-sur-Boscq, Bréhal, Bréville-sur-Mer, Bricqueville-sur-Mer, Cérences, Chanteloup, Coudeville-sur-Mer, Hudimesnil, Longueville, Le Loreur, Le Mesnil-Aubert, La Meurdraquière, Muneville-sur-Mer et Saint-Sauveur-la-Pommeraye (l'ancien canton de Bréhal) retirées de l'arrondissement de Coutances,.

## Composition

### Composition avant 2015
Liste des cantons de l'arrondissement d'Avranches avant le redécoupage cantonal de 2014 :
- canton d'Avranches
- canton de Barenton
- canton de Brécey
- canton de Ducey
- canton de Granville
- canton d'Isigny-le-Buat
- canton de Juvigny-le-Tertre
- canton de La Haye-Pesnel
- canton du Teilleul
- canton de Mortain
- canton de Pontorson
- canton de Saint-Hilaire-du-Harcouët
- canton de Saint-James
- canton de Saint-Pois
- canton de Sartilly
- canton de Sourdeval

### Composition depuis 2015
Liste des cantons de l'arrondissement d'Avranches à la suite du redécoupage cantonal de 2014 :
- canton d'Avranches
- canton de Bréhal (intégré entièrement dans l'arrondissement d'Avranches depuis le 1er janvier 2017)
- canton de Granville
- canton d'Isigny-le-Buat
- canton du Mortainais
- canton de Pontorson
- canton de Saint-Hilaire-du-Harcouët
- canton de Villedieu-les-Poêles-Rouffigny (en partie)

### Découpage communal depuis 2015
Depuis 2015, le nombre de communes des arrondissements varie chaque année soit du fait du redécoupage cantonal de 2014 qui a conduit à l'ajustement de périmètres de certains arrondissements, soit à la suite de la création de communes nouvelles. Le nombre de communes de l'arrondissement d'Avranches est ainsi de 160 en 2015, 134 en 2016, 136 en 2017 et 134 en 2019.
Au 1er janvier 2024, l'arrondissement groupe les 134 communes suivantes :
1. Anctoville-sur-Boscq
2. Aucey-la-Plaine
3. Avranches
4. Bacilly
5. Barenton
6. Beauchamps
7. Beauficel
8. Beauvoir
9. Boisyvon
10. Brécey
11. Bréhal
12. Bréville-sur-Mer
13. Bricqueville-sur-Mer
14. Brouains
15. Buais-Les-Monts
16. Carolles
17. Céaux
18. Cérences
19. La Chaise-Baudouin
20. Champeaux
21. Chanteloup
22. La Chapelle-Cécelin
23. La Chapelle-Urée
24. Chaulieu
25. Chavoy
26. Coudeville-sur-Mer
27. Coulouvray-Boisbenâtre
28. Courtils
29. Les Cresnays
30. Crollon
31. Cuves
32. Donville-les-Bains
33. Dragey-Ronthon
34. Ducey-Les Chéris
35. Équilly
36. Folligny
37. Le Fresne-Poret
38. Gathemo
39. Genêts
40. Ger
41. La Godefroy
42. Le Grand-Celland
43. Grandparigny
44. Granville
45. Le Grippon
46. Hamelin
47. La Haye-Pesnel
48. Hocquigny
49. Hudimesnil
50. Huisnes-sur-Mer
51. Isigny-le-Buat
52. Juilley
53. Jullouville
54. Juvigny les Vallées
55. Lapenty
56. Lingeard
57. Les Loges-Marchis
58. Les Loges-sur-Brécey
59. Lolif
60. Longueville
61. Le Loreur
62. La Lucerne-d'Outremer
63. Le Luot
64. Marcey-les-Grèves
65. Marcilly
66. Le Mesnil-Adelée
67. Le Mesnil-Aubert
68. Le Mesnil-Gilbert
69. Le Mesnillard
70. Le Mesnil-Ozenne
71. La Meurdraquière
72. Montjoie-Saint-Martin
73. Le Mont-Saint-Michel
74. Mortain-Bocage
75. La Mouche
76. Moulines
77. Muneville-sur-Mer
78. Le Neufbourg
79. Notre-Dame-de-Livoye
80. Le Parc
81. Perriers-en-Beauficel
82. Le Petit-Celland
83. Poilley
84. Pontaubault
85. Pontorson
86. Ponts
87. Précey
88. Reffuveille
89. Romagny Fontenay
90. Sacey
91. Saint-Aubin-des-Préaux
92. Saint-Aubin-de-Terregatte
93. Saint-Barthélemy
94. Saint-Brice
95. Saint-Brice-de-Landelles
96. Saint-Clément-Rancoudray
97. Saint-Cyr-du-Bailleul
98. Saint-Georges-de-Livoye
99. Saint-Georges-de-Rouelley
100. Saint-Hilaire-du-Harcouët
101. Saint-James
102. Saint-Jean-de-la-Haize
103. Saint-Jean-des-Champs
104. Saint-Jean-du-Corail-des-Bois
105. Saint-Jean-le-Thomas
106. Saint-Laurent-de-Cuves
107. Saint-Laurent-de-Terregatte
108. Saint-Loup
109. Saint-Martin-le-Bouillant
110. Saint-Maur-des-Bois
111. Saint-Michel-de-Montjoie
112. Saint-Nicolas-des-Bois
113. Saint-Ovin
114. Saint-Pair-sur-Mer
115. Saint-Pierre-Langers
116. Saint-Planchers
117. Saint-Pois
118. Saint-Quentin-sur-le-Homme
119. Saint-Sauveur-la-Pommeraye
120. Saint-Senier-de-Beuvron
121. Saint-Senier-sous-Avranches
122. Sartilly-Baie-Bocage
123. Savigny-le-Vieux
124. Servon
125. Sourdeval
126. Subligny
127. Tanis
128. Le Tanu
129. Le Teilleul
130. Tirepied-sur-Sée
131. Vains
132. Le Val-Saint-Père
133. Vernix
134. Yquelon

## Démographie
En 2022, l'arrondissement comptait 135 095 habitants.
| 1968    | 1975    | 1982    | 1990    | 1999    | 2006    | 2011    | 2016    | 2021    |
| ------- | ------- | ------- | ------- | ------- | ------- | ------- | ------- | ------- |
| 124 068 | 122 155 | 121 706 | 117 460 | 117 431 | 120 884 | 123 416 | 134 724 | 134 499 |

| 2022    | - | - | - | - | - | - | - | - |
| ------- | - | - | - | - | - | - | - | - |
| 135 095 | - | - | - | - | - | - | - | - |

## Administration

### Sous-préfets
| Période            | Période            | Identité                        | Fonction précédente                                                 | Observation |
| ------------------ | ------------------ | ------------------------------- | ------------------------------------------------------------------- | --- |
|                    |                    |                                 |                                                                     | |
| 12 juillet 1850    | 26 novembre 1851   | Daniel Pastoureau               | Sous-préfet d'Ussel                                                 | Nommé préfet du Var                                                                                                   |
|                    |                    |                                 |                                                                     | |
| 25 mai 1876        |                    | Henri Saint-René de Taillandier | sous-préfet de Segré                                                | non installé - nommé à Issoudun                                                                                       |
|                    |                    |                                 |                                                                     | |
| 12 janvier 1880    | 6 novembre 1881    | Sosthène Desprez                | Sous-préfet de Sainte-Menehould                                     | Nommé sous-préfet de Coutances                                                                                        |
| 6 novembre 1881    | 5 octobre 1884     | André Lauranceau                | Sous-préfet de Mirecourt                                            | Nommé sous-préfet de Brest                                                                                            |
| 5 octobre 1884     | 8 juin 1891        | Alfred Tardif                   | Sous-préfet de Bagnères-de-Bigorre                                  | Mis en disponibilité sur sa demande                                                                                   |
| 8 juin 1891        | 23 mai 1896        | Oscar Leménicier                | Sous-préfet de Valognes                                             | Nommé sous-préfet de Cherbourg                                                                                        |
| 23 mai 1896        | 1897               | Paul Rome                       | Sous-préfet de Neufchâteau                                          | Mort en fonction |
| 1er mai 1897       | 13 septembre 1897  | François Blachon                | Secrétaire général de la préfecture de la Savoie                    | Nommé sous-préfet de Moissac                                                                                          |
| 13 septembre 1897  | 22 mars 1900       | Maurice Hubert                  | Secrétaire général de la préfecture de la Manche                    | Nommé sous-préfet honoraire                                                                                           |
| 22 mars 1900       | 23 février 1904    | Augustin Amelot                 | Sous-préfet d'Hazebrouck                                            | Nommé sous-préfet de Sens                                                                                             |
| 23 février 1904    | 8 décembre 1906    | Georges Rischmann               | Sous-préfet de Lapalisse                                            | Nommé sous-préfet de Boulogne-sur-Mer                                                                                 |
| 8 décembre 1906    | 15 octobre 1912    | Albert Mony                     | Sous-préfet de Bagnères-de-Bigorre                                  | Nommé sous-préfet de Fontenay                                                                                         |
| 15 octobre 1912    | 12 janvier 1914    | Charles Escande                 | Sous-préfet de Wassy                                                | Appelé sur sa demande à d'autres fonctions, sous-préfet honoraire                                                     |
| 12 janvier 1914    | 15 juillet 1914    | Georges Thomé                   | Sous-préfet de Bayeux                                               | Nommé secrétaire général de la préfecture du Loiret                                                                   |
| 15 juillet 1914    | 4 janvier 1916     | Charles Vié                     | sous-préfet de Fougères                                             | Nommé sous-préfet de Montbrison                                                                                       |
| 4 janvier 1916     | 28 janvier 1916    | Henri Guist'hau                 | Sous-préfet de Segré                                                | Nommé délégué dans les fonctions de chef adjoint du cabinet du président du Conseil, ministre des Affaires étrangères |
| 27 janvier 1916    | 15 février 1919    | Louis Dumont                    | Sous-préfet de Montreuil                                            | Nommé sous-préfet de Nogent-sur-Seine                                                                                 |
| 24 février 1919    | 3 mars 1919        | Jacques Chevreux                | Mobilisé pour la guerre                                             | Mis à la disposition du président du Conseil, ministre de la Guerre, pour le service général d'Alsace et de Lorraine  |
| 3 mars 1919        | 15 novembre 1923   | Jules Guilbert                  | Sous-préfet de Montdidier                                           | Nommé sous-préfet de Pontivy                                                                                          |
| 15 novembre 1923   | 19 décembre 1924   | Joseph Ratier                   | Sous-préfet de Pontivy                                              | Remplacé |
| 19 décembre 1924   | 26 mai 1930        | Jacques Henry                   | Sous-préfet d'Uzès                                                  | Nommé sous-préfet de Lunéville                                                                                        |
| 24 mai 1930        | 26 mai 1930        | Fernand Bidaux                  | Sous-préfet de Châteaulin                                           | Non installé. En service détaché au cabinet du Sous-secrétaire d'état à la présidence du conseil                      |
| 26 mai 1930        | 18 août 1940       | Georges Gaudard                 | Sous-préfet de Villefranche-de-Rouergue                             | Nommé sous-préfet de Saint-Omer, mais le Kommandantur l'invite à rester. Il passe en disponibilité à Paris.           |
|                    |                    |                                 |                                                                     | |
| 16 décembre 1942   | 21 mars 1944       | Raymond Jacquet                 | Sous-chef de bureau au cabinet du préfet au ministère               | Expectative, à l'administration centrale - Préfet de la Haute-Savoie en 1955                                          |
| 31 juillet 1944    | 1er septembre 1944 | Louis Endelin                   |                                                                     | |
| 1er septembre 1944 | 26 novembre 1946   | Jean de Saint-Jorre             | Chef des services économiques et du ravitaillement en 1940          | Nommé sous-préfet de Montbrison                                                                                       |
|                    |                    |                                 |                                                                     | |
| 21 janvier 1954    | 5 décembre 1958    | Edouard Duchêne-Marullaz        | Sous-préfet de Pontivy                                              | Nommé secrétaire général de la préfecture du Calvados                                                                 |
|                    |                    |                                 |                                                                     | |
| 1990               |                    | Robert Saut                     |                                                                     | |
| 7 août 1991        | 7 juillet 1995     | Francis Cavel                   |                                                                     | Nommé sous-préfet de Briey                                                                                            |
| 19 juillet 1995    | 2 janvier 1997     | Michel Oster                    | Administrateur civil                                                | Nommé chargé de mission auprès du préfet de police                                                                    |
| 21 janvier 1997    | 7 février 2000     | Jean Guillaume                  | Administrateur civil                                                | Nommé sous-préfet d'Abbeville                                                                                         |
| 17 février 2000    | 10 mars 2005       | Philippe Ronssin                | Sous-préfet d'Épernay                                               | Nommé sous-préfet de Briey                                                                                            |
| 31 mars 2005       | 22 octobre 2007    | Isabelle Dilhac                 | Secrétaire générale de la préfecture de Lot-et-Garonne              | Réintégré première conseillère du corps des tribunaux administratifs et des cours administratives d'appel             |
| 20 novembre 2007   | 2 août 2012        | Jean-Marc Giraud                | Premier conseiller de chambre régionale des comptes                 | Nommé secrétaire général de la préfecture de l'Indre                                                                  |
| 2 août 2012        | 3 juin 2016        | Claude Dulamon                  | Sous-préfète d'Autun                                                | Nommée sous-préfète de Forbach-Boulay-Moselle                                                                         |
| 3 juin 2016        | 7 mars 2018        | Hervé Doutez                    | Sous-préfet de Sens                                                 | Nommé directeur de cabinet du préfet de la Haute-Corse                                                                |
| 23 avril 2018      |                    | Gilles Traimond                 | Sous-préfet chargé de mission auprès du préfet de la région Réunion | |

### Le conseil d'arrondissement
| Canton               | Identité    | Commune domicile           | Qualité        |
| -------------------- | ----------- | -------------------------- | -------------- |
| Avranches            | Destouitils | Avranches                  | Ancien maire   |
| Brécey               | Besne (de)  | Saint-Nicolas-des-Bois     | Maire          |
| Ducey                | Dupont      | Saint-Quentin-sur-le-Homme | Maire          |
| Granville            | Letourneur  | Granville                  | Docteur        |
| La Haye-Pesnel       | Lanos       | La Haye-Pesnel             | Docteur, maire |
| Pontorson            | Bailleul    | Pontorson                  | Médecin        |
| Saint-James          | Gautier     | Saint-James                | Négociant      |
| Sartilly             | Martin      | Sartilly                   | Notaire        |
| Villedieu-les-Poêles | Ledo        | Villedieu-les-Poêles       | Médecin        |

| Canton                    | Identité      | Commune domicile            | Qualité     |
| ------------------------- | ------------- | --------------------------- | ----------- |
| Avranches                 | Restoux       | Avranches                   | Médecin     |
| Barenton                  | Bonenfant     | Barenton                    | Notaire     |
| Brécey                    | Tessier       | Brécey                      | Notaire     |
| Ducey                     | Baisnée       | Ducey                       | Cultivateur |
| Granville                 | Olivier       | Granville                   | Médecin     |
| Isigny-le-Buat            | Vaudoir       | Isigny-le-Buat              | .           |
| Juvigny-le-Tertre         | Lefort        | Juvigny-le-Tertre           | Notaire     |
| Mortain                   | Buisson       | Mortain                     | Médecin     |
| Pontorson                 | Miard         | Ardevon                     | Maire       |
| Saint-Hilaire-du-Harcouët | Gautier       | Saint-Hilaire-du-Harcouët   | Médecin     |
| Saint-Hilaire-du-Harcouët | Le Prieur     | Moulines                    | Maire       |
| Saint-James               | Orvain        | Saint-Laurent-de-Terregatte | Maire       |
| Saint-Pois                | Carville (de) | Boisyvon                    | Maire       |
| Sartilly                  | Ingan         | Sartilly                    | Agriculteur |
| Sourdeval                 | Bazin         | Sourdeval                   | Maire       |
| Le Teilleul               | Béatrix       | Heussé                      | Maire       |